# Imperium Chorezmijskie
Imperium Chorezmijskie – średniowieczne państwo z ośrodkiem w Chorezmie, ze stolicą w Urgenczu.
Za jego założyciela uważa się Anusztigina, Turka, który od 1077 sprawował w Chorezmie, z seldżuckiego nadania, władzę gubernatorską. Po klęsce, jaką w 1141 r. zadali Seldżukom Kara Kitajowie, gubernatorzy Chorezmu stali się ich wasalami, zaś po upadku Seldżuków w 1156 r. rozpoczęli ekspansję na ich terytoria, jednocześnie zmniejszając zależność od Kara Kitajów. Zależność ta ostatecznie została zerwana przez władcę Chorezmu Tekesza w latach 1194–1200, zlikwidował on także pozostałości państwa Seldżuków i opanował praktycznie cały zachodni Iran. Jego następca, Muhammad II kontynuował podboje ojca. Do 1215 r. Imperium Chorezmijskie obejmowało terytoria takich obecnych państw jak: Iran, Azerbejdżan, Afganistan, Pakistan (większa część), ponadto terytoria na południe od Syr-darii.
W imperium pod rządami dynastii Anusztigina panował nadmierny ucisk niższych warstw społeczeństwa, nakładający się na różnice etniczne i patriotyzmy lokalne. Protesty ludności przeciw chorezmijskim władzom przybierały niekiedy drastyczną formę, np. w Samarkandzie. Tym niemniej był to, pomimo wszystko, okres znacznego rozkwitu, tak materialnego, jak i umysłowego. Już jednak w 1220 r. państwo to błyskawicznie upadło pod ciosami Mongołów.

## Władcy Chorezmu
- Anusztigin (1077–1098)
- Kutb ad-Din Muhammad I (1098–1128)
- 'Ala ad-Din Atsyz (1128–1156)
- Tadż ad-Dunja Il Arslan (1156–1172)
- Dżalal ad-Dunja Sultanszah (1172–1193, panował tylko w Chorasanie)
- ’Ala ad-Din Tekesz (1172–1200, do 1193 panował w Chorezmie, potem w całym państwie)
- ’Ala ad-Din Muhammad II (1200–1220, utracił władzę w wyniku najazdu Mongołów, wkrótce zmarł)
- Dżalal ad-Din Manguberti (1220–1231, panował kolejno w różnych krajach)